# Gaston Strobino
Gaston Maurice Strobino (Büren an der Aare, Berna, Suïssa, 23 d'agost de 1891 – Downers Grove, Illinois, 30 de març de 1969) va ser un maratonià estatunidenc que va competir a començaments del segle XX. Nascut a Suïssa en el si d'una família d'origen italià, Strobino emigrà a Paterson (Nova Jersey) quan tan sols tenia 2 anys. El 1912 va prendre part en els Jocs Olímpics d'Estocolm, on disputà la marató del programa d'atletisme. Strobino finalitzà en tercera posició rere els sud-africans Ken McArthur i Christian Gitsham, en una cursa disputada sota unes dures condicions meteorològiques amb temperatures de fins a 30 °C. Aquesta fou l'única marató que va córrer Strobino durant la seva vida esportiva.